# تاريخ سياسة العلوم
تاريخ سياسة العلوم معبر التاريخ، كانت أنظمة الدعم الاقتصادي للعلماء وعملهم من المحددات الهامة لطابع ووتيرة البحث العلمي. كانت الأسس القديمة للعلوم مدفوعة بالمخاوف العملية والدينية/ والسعي وراء الفلسفة بشكل عام. من العصور الوسطى حتى عصر التنوير، سعى العلماء أشكالا مختلفمن النبيلة والدينية رعاية أو تمويل أعمالهم الخاصة من خلال الممارسة الطبية. في القرنين الثامن عشر والتاسع عشر، بدأت العديد من التخصصات في الاحتراف، وقادت «الجوائز» التي ترعاها الحكومة وأول أساتذة البحوث في الجامعات البحث العلمي. في القرن العشرين، مجموعة متنوعة من المصادر، بما في ذلك المنظمات الحكومية شكل التمويل العسكري، وأرباح براءات الاختراع، رعاية الشركات الخاصة والمؤسسات الخيريةعلى البحث العلمي.

## العلم القديم
كانت معظم التطورات المبكرة في الرياضيات والفلك والهندسة منتجيات ثانوية لأهداف أكثر فورية وعملية. المسح والمحاسبة احتياجات قاد المصرية القديمة والبابلية والصينية والهندية الرياضيات، في حين أن التقويمات التي تم إنشاؤها لأغراض الدينية والزراعية قاد علم الفلك في وقت مبكر.
يدين العلم الحديث بالكثير من تراثه القديم اليوناني الفلاسفة؛ كان العمل المؤثر في علم الفلك، علم الميكانيكا، الهندسة، الطب، والتاريخ الطبيعي هو جزء من السعي إلى الفلسفة. المعرفة المعمارية، وخاصة في اليونان وروما القديمة، كما ساهم في تطوير الرياضيات، على الرغم من أن مدى الصلة بين المعرفة المعمارية والمزيد من الرياضيات المجردة والميكانيكا غير واضح.
أثرت سياسة الدولة على تمويل الأشغال العامة والعلوم منذ آلاف السنين، والتي يرجع تاريخها على الأقل إلى زمن المهوديين الذين ألهموا دراسة المنطق خلال فترة مائة مدرسة للفكر، ودراسة التحصينات الدفاعية خلال فترة الدول المتحاربة في الصين. تم جمع الرسوم العامة للعمل والحبوب لتمويل الأشغال العامة العظيمة في الصين، بما في ذلك تراكم الحبوب للتوزيع في أوقات المجاعة،  لبناء السدود للسيطرة على الفيضانات من الأنهار العظيمة من الصين، لبناء قنوات وأقفال لربط أنهار الصين، التي يتدفق بعضها في اتجاهين معاكسين،  ولإنشاء جسور عبر هذه الأنهار. تطلبت هذه المشاريع خدمة مدنية، أظهرالعلماء، بعضها أظهر إتقانا كبيرا للهيدروليكا.

## سياسة العلوم في العصور الوسطى
فلوريس كوهين الصورة التأريخ للثورة العلمية (كيف العلم الحديث جاء في العالم) ساعة معتمدة على الحلاف الأموية وخصوصا العباسية الدعم حركة الترجمة من الأدب اليوناني والفارسي، والسريانية إلى اللغة العربية. تمت هذه الترجمات من قبل مكتبة بيت الحكمة في بغداد. الكندي، محمد بن جابر بن سنان البتاني، ابن سهل وابن الهيثم ازدهرت في ظل السياسات الليبرالية من هذه الخلافة.

## لغة العلوم السياسة عند العرب
اتبعت العلوم في العالم الإسلامي خلال العصور الوسطى يتبع نماذج مختلفة، وتختلف طرق التمويل باختلاف العلماء. كانت رعاية واسعة وسياسات فكرية قوية نفذها حكام معينون سمحت للمعرفة العلمية بالتطور في العديد من المجالات. وأبرز مثال على ذلك هو حركة الترجمة في القرن التاسع والتي تسهيلها من قبل الخلفاء العباسيين الأوائل. كما دعم رعاة أغنياء آخرون هذه الحركة وعجلوا بعملية اكتساب وترجمة وتفسير الأعمال القديمة للفلسفة والعلوم. كان تمويل الترجمة مستمرا طوال فترة حكم بعض الخلفاء، واتضح أن بعض العلماء أصبحوا خبراء في الأعمال التي قاموا بترجمتها وحصلوا بدورهم على دعم إضافي من أجل لمواصلة تطوير علوم معينة. نظرا لأن هذه العلوم حظيت باهتمام أوسع من النخبة، تمت دعوة وتمويل المزيد من العلماء لدراسة علوم معينة. زمن الأمثلة المترجمين والعلماء الذين استفادوا من هذا النوع من الدعم الخوارزمي،، حنين بن إسحاق وبني موسى. تم تخصيص الرعاية في المقام الأول للعلوم العملية التي ستكون مفيدة للمجتمع في ذلك الوقت. تم حجزالتمويل لأولئك الذين كانوا على دراية جيدة في بعض التخصصات، ولم يتم منحه على أساس الانتماء الديني. لهذا السبب نجد علماء يهودي ومسيحيين ومسلمين مختلطين يعمولون في بغداد وأماكن أخرى، غالبا مع بعضهم البعض.
من السمات البارزة في للعديد من العلماء الذين يعملون في ظل حكم المسلمين في العصور الوسطى أنهم كانوا في كثير من الأحيان معادون. ومن الأمثلة على ذلك العمل في البصريات، الرياضيات وعلم الفلك من ابن الهيثم، أو العمل على الأحياء، اللاهوت والأدب العربي من الجاحظ. تم تشجيع العديد من هؤلاء العلماء من خلال المحسوبية على اتباع نهج متعدد التخصصات في عملهم والعمل في مجالات متعددة. هؤلاء الأفراد الذين كانوا على دراية بمجموعة متنوعة من الموضوعات، وخاصة الموضوعات العملية، تم احترامهم ورعايتهم في مجتمعاتهم.
كان تمويل العلم موجودا في العديد من الإمبراطوريات الإسلامية خارج العباسيين واستمر حتى بعد الغزوات المغولية في الشرق الأوسط. نتائج المحسوبية في المناطق الإسلامية في العصور الوسطى بيت الحكمة في بغداد، جامعة الأزهر في القاهرة، وبيماريستان عبر الشرق الأوسط وبلاد فارس والمراصد الشهيرة، مثل مرصد ألوك بيك في سمرقند. ومن المهم أيضا ملاحظة أن الإمبراطوريات الإسلامية اللاحقة (الإمبراطوريات العثمانية، الصفوية، المغولية) دعمت العلوم أيضافي بطرقها الخاصة، على الرغم من الإنجازات العلمية لم تكن بارزة على المستوى العالمي.

## القرنين السادس عشر والسابع عشر
في إيطاليا، أشارجاليليو إلى أن الضريب الفردية على مبالغ الدقائق يمكن أن تمول مبالغ كبيرة للدولة، والتي يمكنها بعد ذلك تمويل أبحاثه حول مسار مدافع المدفعية، مشيرا إلى أن «كل جندي فردي كان يدفع من عملة معدنية يتم جمعها بواسطة ضريبة عامة من البنسات وفي حين أن مليون ذهب لن يكفي لدفع الجيش بأكمله.»
في بريطانيا العظمى، كان للورد السير فرانسيس بيكون تأثير تكويني تأثير على سياسة العلوم من خلال تحديد «تجارب.. الضوء وأكثر اختراقا في للطبيعة [مما يعرف الآخرين ]», والذي نسميه اليوم على التجارب الحاسمة. اعترفت الموافقة الحكومية للجمعية الملكيه بوجود المجتمع العلمي موجود حتى يومنا هذا. حفزت الجوائزالبريطانية للأبحاث تطوير مقياس دقيق ومحمول للكرونومتر، والذي مكّن مباشرة من الإبحار الموثوق به والإبحار في أعالي البحار، كما قام بتمويل الكمبيوتر باباج.

### رعاية
اعتمد معظم علماء الفلك والفلاسفة الطبيعيين المهمين (وكذلك الفنانين) في القرنين السادس عشر والسابع عشر على رعاية شخصيات دينية أو سياسية قوية لتمويل أعمالهم. تمديد شبكات المحسوبية الممتدة على طول الطريق من الأباطرة والباباوات النبلاء الإقليمية لا لحرفيين على الفلاحين؛ حتى المناصب جامعية كانت تستند إلى حد ما على الرعاية. كانت المهن العلمية في هذه الفترة كانت مدفوعة بالرعاية، وغالبا ما بدأت في جامعات غير مميزة أو مدارس أو محاكم محلية، وسافرت أقرب أو أبعد من مراكز السلطة عندما ارتفعت ثرواتها وسقطت.
المحسوبية، والرغبة في المزيد، شكلت أيضا عمل العلماء ومنشوراتهم. يمكن العثور على إبداعات دافعة للمستفيدين الحاليين أو المحتملين في كل منشور أكاديمي تقريبا، في حين أن مصالح المستفيد في موضوع معين كانت حافزا قويا لمتابعة الموضوع المذكور—أو إعادة صياغة عمل المرء من حيث ذلك. غاليليو، على سبيل المثال، لأول مرة التلسكوب كأداة بحرية لجمهورية البندقية التي تركز على الجيش والتجارة، عندما سعى إلى رعاية أكثر مرفوعة لحكمة ميديشي في فلورنسا، عوض عن ذلك، الإمكانات من خلال تسمية (أقمار المشتري بعد ميديسيس).
لم يدعم راعي دعم العالم أبحاثه ماليا فحسب، بل قدم أيضا مصداقية من خلال ربط النتائج مع سلطة الراعي. تم دمج وظيفة من المحسوبية هذه تدريجيا من قبل الجمعيات العلمية، والتي اعتمدت أيضا في البداية على مواثيقها الملكية للسلطة ولكنها أصبحت في النهاية مصادر للمصداقية بمفردها.

### التمويل الذاتي العلم
كان التمويل الذاتي والثروة المستقلة أيضا مصادر تمويل حاسمة للعلماء من عصر النهضة على الأقل حتى أواخر القرن التاسع عشر. حصل العديد من العلماء على دخل من الأنشطة العريضة ذات الصلة: باع غاليليو الأدوات؛ نشر كبلر الأبراج; صمم روبرت هوك المباني الساعات المبنية؛ ومعظم علماء التشريح المؤرخين الطبيعيين مارسوا أو درسوا الطب. أولئك الذين لديهم وسائل مستقلة كانوا يعرفون أحيانا باسم العلماء السادة.

### الاستكشاف والتجارة
كانت الرحلات العسكرية والتجارية، على الرغم من أنها غير مخصصة للأغراض العلمية، مهمة بشكل خاص للنمو الكبير للمعرفة التاريخية الطبيعية خلال «عصر الاستكشاف.» جمع العلماء والنبلاء في الدول البحرية، إسبانيا والبرتغال أولا، إيطاليا وفرنسا وإنجلترا، جمعت مجموعات غير مسبوقة من العينات البيولوجية في خزانات الفضول، مما اثار الاهتمام بالتنوع والتصنيف.

## القرن الثامن عشر والتاسع عشر
تدريجيا، نشأت سياسة علمية مفادها أن الأفكار تكون مجانية مثل الهواء (الهواء هو خير مجاني، وليس مجرد منفعة عامة).يقتبس ستيفن جونسون، في اختراع الهواء (كتاب2008 حول التنوير في أوروبا وأمريكا، وخاصة على جوزيف بريستلي) جيفرسون: «يجب أن تنتشر هذه الأفكار بحرية من واحد إلى آخر في جميع أنحاء العالم، من أجل التعليم الأخلاقي والمتبادل للإنسان، وتحسين حالته، مثل الهواء... غير قادر على الحبس أو الاستيلاء الحصري.» 
في القرنين الثامن عشر والتاسع عشر، مع زيادة وتيرة التقدم التكنولوجي قبل وأثناء الثورة الصناعية، تم إجراء معظم البحوث العلمية والتكنولوجية من قبل المخترعين الأفراد باستخدام أموالهم الخاصة. على سبيل المثال، كان جوزيف بريستلي رجل دين ومعلما، وتحدث بحرية مع الآخرين، وخاصة أولئك في مجتمعته العلمي، بما في ذلك بنجامين فرانكلين، وهو رجل عصامي الذي تقاعد من أعمال الطباعة . نظام براءات الاختراعتهم تطويره للسماح للمخترعين بفترة من الزمن (غالبا عشرين عاما) لتسويق اختراعاتهم واسترداد الأرباح، على أن الكثير يجدون صعوبة في الممارسة العملية . مواهب المخترع ليست مواهب رجل أعمال، وهناك أمثلة كثيرة على المخترعين (مثلا، تشارلز جوديير) الذين يكسبون القليل من المال من عملهم بينما كان الآخرين قادرين على تسويق.

### الجمعيات العلمية
تم إضفاء من الطابع الاحترافي على العلوم، الذي بدأ في القرن التاسع عشر، من خلال إنشاء منظمات علمية مثل الأكاديمية الوطنية للعلوم في عام 1863، ومعهد القيصر فيلهلم في عام 1911، وتمويل الدولة لجامعات دولهم.

## 1900–1945
في القرن العشرين أصبحت البحوث العلمية والتكنولوجية منظمة بشكل متزايد، مع تطور الشركات، واكتشفت أن الاستثمار المستمر في البحث والتطوير يمكن أن يكون عنصرا رئيسيا للنجاح في إستراتيجية تنافسية. مع ذلك ظل الحال هو أن التقليد من قبل المنافسين – التحايل على براءات اختراع أو خرقها ببساطة، لا سيما تلك المسجلة في الخارج – كان في كثير من الأحيان نجاحامثل إستراتيجية الشركة التي تركز على الابتكار في مسائل التنظيم وتقنية الإنتاج، أو حتى في التسويق. مثال كلاسيكي هو أن ويلكنسون سورد وجيليت في الحلاقة المتاح في السوق، حيث كان للأول عادة ميزة تكنولوجية، والأخرى تجارية.
توجه الصناعي السويدي ألفريد نوبل' بتوجيه له ثروته إلى تأسيس جوائز في المجالات العلمية للطب والفيزياء والكيمياء وكذلك الأدب والسلام. وجائزة نوبل عملت على تقديم حوافز مالية للعلماء مرتفعة من كبار العلماء لرؤية لم يسبق له مثيل، وقدمت مثالا للالمحسنين الأخرى من العصر الصناعي إلى توفير مصادر التمويل الخاصة للبحث العلمي والتعليم. ومن المفارقات لم تكن في حقبة السلام التي تلت ذلك، بل خاضت الحروب على نطاق غير مسبوق أدى إلى توسيع اهتمام الدولة بتمويل العلم.

### الحرب والبحوث
ألهمت الرغبة في المزيد من الأسلحة المتقدمة خلال الحرب العالمية الأولى استثمارات كبيرة في البحث العلمي والهندسة التطبيقية في كل من ألمانيا والدول الحليفة. الحرب العالمية الثانية أبحاثا علمية وتطويرا هندسيا أكثر انتشار في مجالات مثل الكيمياء النووية والفيزياء النووية حيث تسابق العلماء للمساهمة في تطوير الرادار الصهر القنبلة، والقنبلة الذرية. في ألمانيا علماء مثل فيرنر هايزنبرغ تم دفع من قبل قادة المجهود الحربي الألماني، بما في ذلك أدولف هتلر لتقييم جدوى تطوير أسلحة ذرية في الوقت المناسب لهم ليكون لها تأثير على نتائج الحرب. وفي الوقت نفسه، خصصت الدول الحليفة في أواخر الثلاثينيات وأربعينيات القرن العشرين موارد ضخمة للبحث العلميفي زمن الحرب. في الولايات المتحدة، قادت هذه الجهود في البداية لجنة الدفاع الوطني . في وقت لاحق، قام مكتب البحث العلمي والتطوير، الذي نظمه وأداره مهندس معهد ماساتشوستس للتكنولوجيا فانيفار بوش، بجهود تنسيق الجهود الحكومية لدعم العلوم.
بعد دخول الولايات المتحدة في الحرب العالمية الثانية، ظهر مشروع مانهاتن كالبرنامج منسق ضخم لمتابعة تطوير الأسلحة النووية. كبار العلماء مثل روبرت أوبنهايمر، جلين سيبورج ، إنريكو فيرمي وإدوارد تيلر كانوا من بين الآلاف من العلماء والمهندسين المدنيين العاملين في جهود الحربلم يسبق لها مثيل. تم إنشاء مجتمعات بأكملها لدعم الجوانب العلمية والصناعية للجهود النووية في لوس ألاموس في نيو مكسيكو؛ أوك ريدج في ولاية تينيسي؛ في موقع هانفورد في واشنطن في أماكن أخرى. كلف مشروع مانهاتن $1,889,604,000 دولار خصص منها 69,681,000 دولار للبحث والتطوير. يعتبر مشروع مانهاتن معلما رئيسيا في الاتجاه نحو تمويل الحكومي للعلوم الكبير.

## 1945–2000

### العلوم السياسية أثناء الحرب الباردة
في الولايات المتحدة، الأساس لسياسة العلوم في مرحلة ما بعد الحرب العالمية الثانية وضعت في فانيفار بوش الصورة العلوم – في الحدود التي لا نهاية لها وكان المقدم إلى الرئيس ترومان في عام 1945. فانيفار بوش المستشار العلمي للرئيس روزفلت وأصبحت واحدة من أكثر المستشارين العلم مؤثر كما في مقاله، كان رائدا في كيفية اتخاذ قرار بشأن سياسة العلوم اليوم. فانيفار بوش مدير مكتب البحث العلمي والتطوير للحكومة الأمريكية، في يوليو 1945 أن «العلم هو مصدر قلق مناسب للحكومة»  أدى هذا التقرير إلى إنشاء مؤسسة العلوم الوطنية في عام 1950 لدعم البحث العلمي المدني.
خلال حقبة الحرب الباردة استمر الاتحاد السوفياتي السابق بشكل كبير في العلوم، محاولا مطابقة الإنجازات الأمريكية في العلوم النووية وتطبيقاته العسكرية والصناعية. في نفس الوقت، استمرت الولايات المتحدة بشكل كبير في دفع عجلة أنشطة البحث والتطوير النووي الخاصة بها من خلال نظام المختبرات الوطنية التي تديرها تشكلت حديثا هيئة الطاقة الذرية بالتعاون مع جامعة كاليفورنيا ، بيركلي و «معهد ماساتشوستس للتكنولوجيا». عرف هذا عصر المنافس في العلوم وتطوير الأسلحة باسم سباق التسلح. في أكتوبر 1957 إطلاق الاتحاد السوفياتي النجاح لسبوتنيك حفز رد فعل قوي في الولايات المتحدة وفترة من المنافسة بين القوتين العظيمتين العالميتين الجديدتين في سباق الفضاء. ردا على سبوتنيك شكل الرئيس أيزنهاور اللجنة الاستشارية العلمية للرئيس . وكان تقريرها الصادر في نوفمبر 1960 «التقدم العلمي والجامعات والحكومة الفيدرالية»، معروفا أيضا باسم «تقرير سيبورج» بعد جامعة كاليفورنيا مستشاربيركلي، جلين سيبورخ الحائز على جائزة نوبل في الكيمياء1951 الذي أكد على التمويل الفيدرالي. تقرير للعلوم البحوث البحتة يرجع الفضل في التأثير على السياسة الفيدرالية تجاه العلوم الأكاديمية لمدة ثماني سنوات. كان هناك وقت القادمة لاحظ جون باردين: " ليس ببعيد عندما كان العلم يعاني من الجوع الشديد لللأموال بحيث أن يقول أن أي زيادة تقريبا أمر مرغوب فيه، ولكن هذا لم يعد صحيحا. يجب مراجعة العلوم الميزانيات مع عناية خاصة إلى [صون] صحي معدل النمو على قاعدة عريضة ولا نرى جهودنا تحويلها إلى غير مربحة فضائية." 
تعيين الرئيس جون إف كينيدي لسيبورج كرئيس للجنة الطاقة الذرية في عام 1961، وضع عالمًا محترمًا في منصب حكومي بارز حيث يمكنه التأثير على سياسة العلوم خلال الـ 11 عامًا القادمة. في خطاب في جامعة رايس عام 1962، صعد الرئيس كينيدي الالتزام الأمريكي ببرنامج الفضاء من خلال تحديد هدف مهم في سباق الفضاء: «نختار الذهاب إلى القمر في هذا العقد والقيام بالأشياء الأخرى، ليس لأنها سهلة، ولكن لأنها صعبة».  . وصل التمويل الفيدرالي لكل من الأبحاث النقية والتطبيقية إلى مستويات غير مسبوقة حيث استمر عصر العلوم الكبرى طوال فترة الحرب الباردة، ويرجع ذلك إلى حد كبير إلى الرغبة في الفوز بسباق التسلح وسباق الفضاء، ولكن أيضًا بسبب الرغبات الأمريكية لتحقيق تقدم في الطب.

### حالة خفض التمويل
بدءا من صدمة النفط الأولى ، ضربت أزمة اقتصادية العالم الغربي مما جعل من الصعب على الدول الحفاظ على تمويلها غير النقدي للبحث والتدريس. في المملكة المتحدة، بدأت لجنة المنح الجامعية في تخفيض منحها السنوية لبعض الجامعات في وقت قريب من عام 1974. وقد ضاعف من ذلك وصول مارغريت تاتشر إلى السلطة الحكومة في عام 1979، التي تعهدت بتخفيض جذري في الإنفاق العام. بين عامي 1979 و 1981, هدد المزيد من التخفيضات في منحة الكتلة الجامعات وأصبح الفرص التي انتهزتها بعض الجهات الفاعلة (رؤساء الأقسام ، نواب المستشارين ، إلخ.) لإعادة التنظيم الجذري وإعادة توجيه أبحاث الجامعة .
في عام 1970 في الولايات المتحدة منع قانون التفويض العسكري وزارة الدفاع من دعم البحث ما لم يكن لها «علاقة مباشرة أو ظاهرة بوظيفة عسكرية محددة.» قطع من قدرة الحكومة على تمويل البحوث الأساسية.
من أجل إدارة الموارد المستنفدة بشدة بطريقة شفافة (نظريا) تم تطوير العديد من آليات الانتقائية خلال الثمانينيات والتسعينيات في المملكة المتحدة، اقترن قطع التمويل من 1984-1986 بتقييم جودة البحث. وقد تم ذلك من خلال تقدير دخل البحث الخارجي (من مجالس البحث والأعمال الخاصة)، بالإضافة إلى «التحيز المستنير» من قبل الخبراء لجنة المنح الجامعية. أصبح هذا أول تمرين لتقييم البحث ، وسيتبعه قريبا العديد من التمارين الأخرى.
المركز الوطني الفرنسي للبحث العلمي تمارس الانتقائية في فرنسا بوسائل مختلفة. ويقيم بانتظام وحداتها والباحثين. لهذا السبب ، حاولت الحكومة خلال الثمانينيات والتسعينيات من القرن الماضي مع منح التمويل للباحثين الذين ينتمون إلى الانتهاء من إنشاء نظام العقود في عام 1989، تم تقديم جميع البحوث لموافقة الجامعة لإدراجها في العقد الذي تم تمريره مع وزارة التربية والتعليم. يسمح هذا للجامعات باختيار وتميز البحوث والباحثين الذين اتعتبروا هم أفضل من غيرها (عادة ما يكونون مرتبطين بـ المركز الوطني الفرنسي للبحث العلمي أو غيرها من فرق البحث).
ينتقد منتقدو أنطمة الانتقائية التحيزات المتأصلة فيها تقدر جودة البحث راي العديد من أنظمة الانتقائية مثل من خلال دخلها (خاصة الدخل الخاص)، وبالتالي تفضل التخصصات باهظة الثمن على حساب الأنظمة الرخيصة (انظر تأثير متى). كما أنهم يفضلون المزيد من الأبحاث التطبيقية (التي قد تجذب تمويل الأعمال) على حساب العلوم الأساسية. هذه الأنظمة (بالإضافة إلى أنظمة أخرى مثل قياس الببليوم) هي أيضا مفتوحة الاعتداء وتحديد.

## سياسة القرن الحادي والعشرون
أنشأت NSF و OSTP برنامجًا لعلوم العلوم وسياسة والابتكار يُعرف باسم SciSIP ، يهدف إلى فهم المجال نفسه. (موقع NSF)
يدير الاتحاد الأوروبي تمويل البحوث من خلال البرامج الإطارية للبحث والتطوير التكنولوجي.